# Zaneta
Pour les articles homonymes, voir The Way Out.
Pour plus de détails, voir Fiche technique et Distribution.
Zaneta est un film franco-tchèque réalisé par Petr Václav et sorti en 2014.

## Fiche technique
- Titre : Zaneta
- Autre titre : Je m'en sortirai[1]
- Titre original : Cesta Ven
- Réalisation : Petr Václav
- Scénario : Petr Václav
- Photographie : Stepán Kucera
- Montage : Florent Mangeot
- Musique : Max Richter
- Son : Ivan Horák
- Sociétés de production :  Moloko Film - Cinéma Defacto - Ceská Televize
- Société de distribution : Norte Distribution
- Pays de production :  France,  République tchèque
- Genre : Film dramatique
- Durée : 103 minutes
- Dates de sortie : 
  - France : mai 2014 (présentation au Festival de Cannes)[2]
  - France - 6 mai 2015 (sortie nationale)

## Distribution
- Klaudia Dudová : Zaneta
- David Istok : David
- Milan Cifra : Marian
- Zdenek Godla : Stefan
- Natálie Hlavácová
- Sára Makulová
- Mária Zajacová-Ferencová

## Sélections
- Festival de Cannes 2014 (programmation de l'ACID)
- Festival international du film de Karlovy Vary 2014
- Festival du film de Vendôme 2014